# 우쓰노미야 도요쓰나
우쓰노미야 도요쓰나(일본어: 宇都宮豊綱 うつのみや とよつな[*], 에이쇼 16년(1519년) ~ 덴쇼 13년(1585년))는 이요의 센고쿠 다이묘 이요 우쓰노미야씨의 마지막 당주이다. 딸에는 이치죠 가네사다의 처와 오노 나오유키의 처가 있다.

## 생애
에이쇼 16년(1519년), 우쓰노미야 기요쓰나의 아들로 태어났다. 이요 우쓰노미야씨는 우쓰노미야씨 분가의 하나로 시모쓰케 우쓰노미야씨와 동족이며, 이요의 기타군에 세력을 쌓았다.
센고쿠 시대의 당주 도요쓰나는 오즈성 성주였다. 당시의 이요 내에서는 도고(道後) 방면을 지배하는 슈고 고노씨와 우와군의 사이온지씨의 사이에 위치해 있었고, 국외에서도 도사의 이치죠씨, 분고의 오토모씨, 쥬고쿠 지방의 오우치씨, 모리씨라고 하는 여러 세력이 이요에 대해 커다란 이해관계를 가지고 있었다.
사이온지씨와의 전투에서는 사이온지 사네미쓰의 아들 긴타카를 격파하는 무용을 보였다고 한다. 그 후, 인척 관계에 있던 이치죠씨와 연합하여 고노씨와의 대립이 깊어졌지만, 에이로쿠 11년(1568년)에 모리씨의 원군을 얻은 고노씨와의 도사카토게 전투(鳥坂峠の合戦)에서 대패했다. 이후에 모리 측의 포로가 되어, 덴쇼 13년(1585년)에 빈고에서 병사했다. 법명은 '청원사전전원주대수련옹화공대거사'(清源寺殿前遠州大守蓮翁華公大居士)이며, 위패는 에히메현 오즈시의 세이겐지(清源寺)에 모셔져 있다.